# Sammy Gledhill
Samuel Gledhill (7 tháng 7 năm 1913 – tháng 12 năm 1994) là một cầu thủ bóng đá người Anh.